# Zapyrastra calliphana
Zapyrastra calliphana är en fjärilsart som beskrevs av Edward Meyrick 1889. Zapyrastra calliphana ingår i släktet Zapyrastra och familjen signalmalar. Inga underarter finns listade i Catalogue of Life.